# Leichtathletik-Weltmeisterschaften 1991/Speerwurf der Frauen

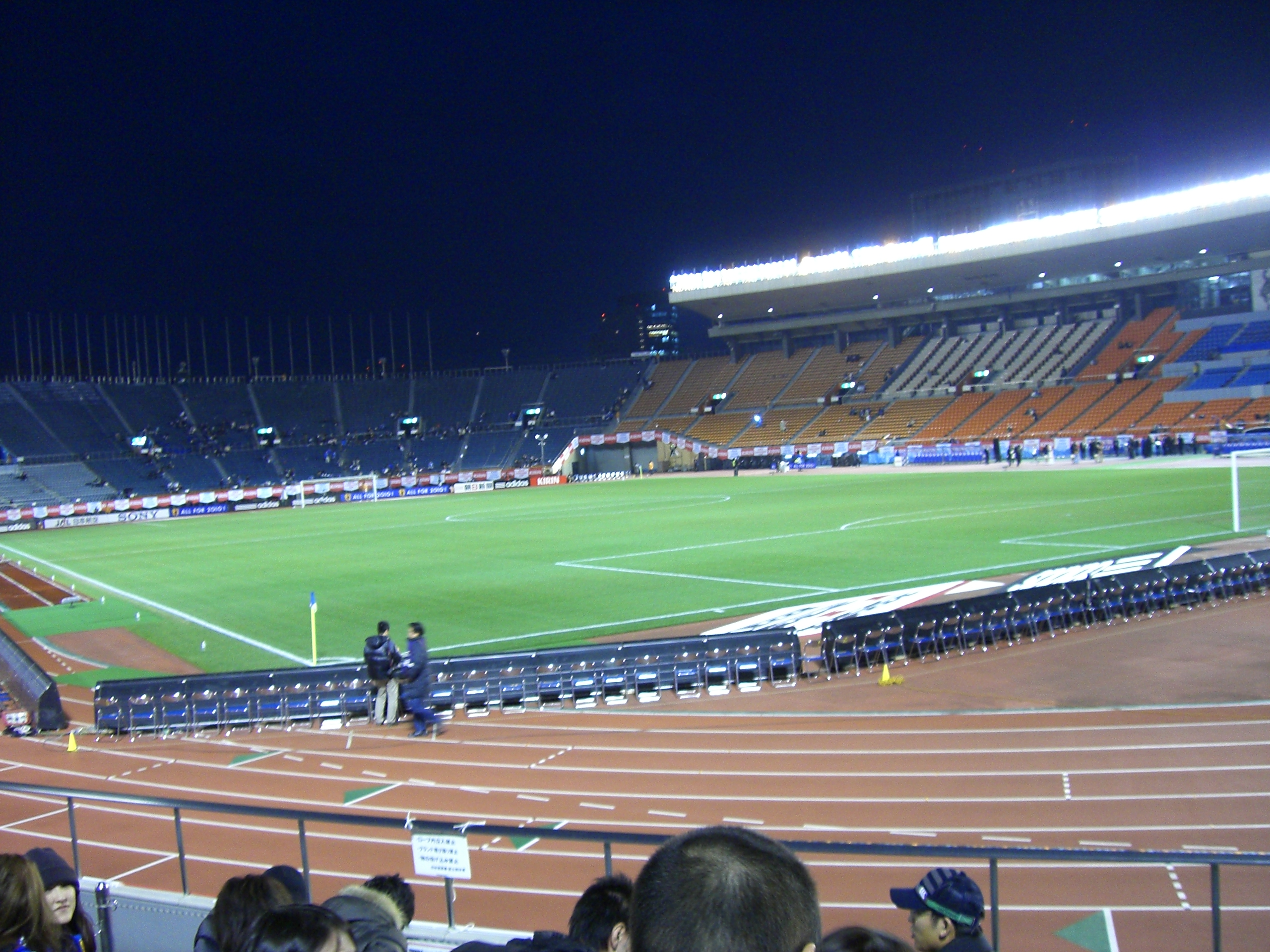
Das Olympiastadion in Tokio im Jahr 2008

Der Speerwurf der Frauen bei den Leichtathletik-Weltmeisterschaften 1991 wurde am 31. August und 1. September 1991 im Olympiastadion der japanischen Hauptstadt Tokio ausgetragen.
Die deutschen Speerwerferinnen errangen in diesem Wettbewerb mit Silber und Bronze zwei Medaillen. Weltmeisterin wurde die chinesische Asienmeisterin von 1991 und zweifache Silbermedaillengewinnerin der wichtigsten asiatischen Veranstaltungen (Asienmeisterschaften 1989/Asienspiele 1990) Xu Demei. Sie gewann vor der Olympiasiegerin von 1988, Vizeweltmeisterin von 1987, Vizeeuropameisterin von 1986, EM-Dritten von 1990 und Weltrekordinhaberin Petra Meier, frühere Petra Felke. Bronze ging an Silke Renk.

## Bestehende Rekorde
| Weltrekord               | 80,00 m | Petra Felke      | Potsdam, DDR (heute Deutschland) | 9. September 1988 |
| Weltmeisterschaftsrekord | 76,64 m | Fatima Whitbread | WM 1987 in Rom, Italien          | 6. September 1987 |

Der bestehende WM-Rekord wurde bei diesen Weltmeisterschaften nicht eingestellt und nicht verbessert.

## Qualifikation
31. August 1991, 16:30 Uhr
31 Teilnehmerinnen traten in zwei Gruppen zur Qualifikationsrunde an. Die Qualifikationsweite für den direkten Finaleinzug betrug 62,00 m. Neun Athletinnen übertrafen diese Marke (hellblau unterlegt). Das Finalfeld wurde mit den drei nächstplatzierten Sportlerinnen auf zwölf Werferinnen aufgefüllt (hellgrün unterlegt). So mussten schließlich 60,90 m für die Finalteilnahme erbracht werden.

### Gruppe A
| Platz | Name                 | Nation              | Resultat (m) |
| 1     | Karen Forkel         | Deutschland         | 68,14        |
| 2     | Xu Demei             | Volksrepublik China | 65,44        |
| 3     | Päivi Alafrantti     | Finnland            | 64,38        |
| 4     | Anna Verouli         | Griechenland        | 63,02        |
| 5     | Natallja Schykalenka | Sowjetunion         | 62,08        |
| 6     | Heli Rantanen        | Finnland            | 61,30        |
| 7     | Antoaneta Selenska   | Bulgarien           | 57,42        |
| 8     | Sharon Gibson        | Großbritannien      | 56,64        |
| 9     | Donna Mayhew         | USA                 | 56,34        |
| 10    | Katalin Hartai       | Ungarn              | 55,68        |
| 11    | Laverne Eve          | Bahamas             | 55,14        |
| 12    | Akiko Miyajima       | Japan               | 52,86        |
| 13    | Matilda Kisava       | Tansania            | 52,60        |
| 14    | Sueli dos Santos     | Brasilien           | 51,20        |
| NM    | Isel López           | Kuba                | ogV          |
| NM    | Nadine Auzeil        | Frankreich          | ogV          |

### Gruppe B

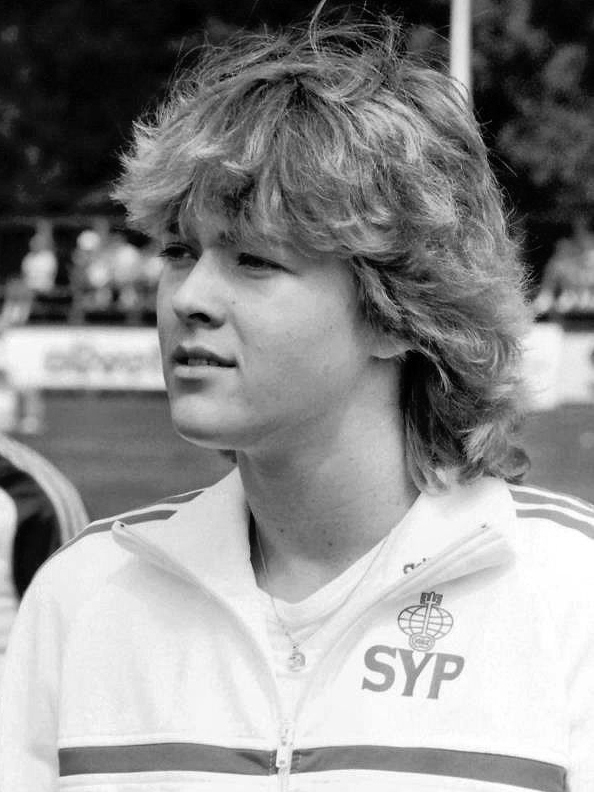
Tiina Lillak, 1983 Weltmeisterin und 1984 Olympiazweite, schied mit 58,42 m in der Qualifikation aus

| Platz | Name                   | Nation              | Resultat (m) |
| 1     | Petra Meier            | Deutschland         | 67,24        |
| 2     | Trine Hattestad        | Norwegen            | 66,92        |
| 3     | Silke Renk             | Deutschland         | 65,24        |
| 4     | Dulce García           | Kuba                | 62,18        |
| 5     | Louise McPaul          | Australien          | 61,08        |
| 6     | Natalja Tschernijenko  | Sowjetunion         | 60,90        |
| 7     | Karin Smith            | USA                 | 60,34        |
| 8     | Genowefa Patla         | Polen               | 60,18        |
| 9     | Tiina Lillak           | Finnland            | 58,42        |
| 10    | Paula Berry            | USA                 | 57,94        |
| 11    | Iryna Kostjutschenkowa | Sowjetunion         | 57,60        |
| 12    | Sun Fei                | Volksrepublik China | 55,04        |
| 13    | Kirsten Smith          | Neuseeland          | 53,98        |
| 14    | Iris Grönfeldt         | Island              | 53,92        |
| 15    | Marieta Riera          | Venezuela           | 50,62        |

## Finale

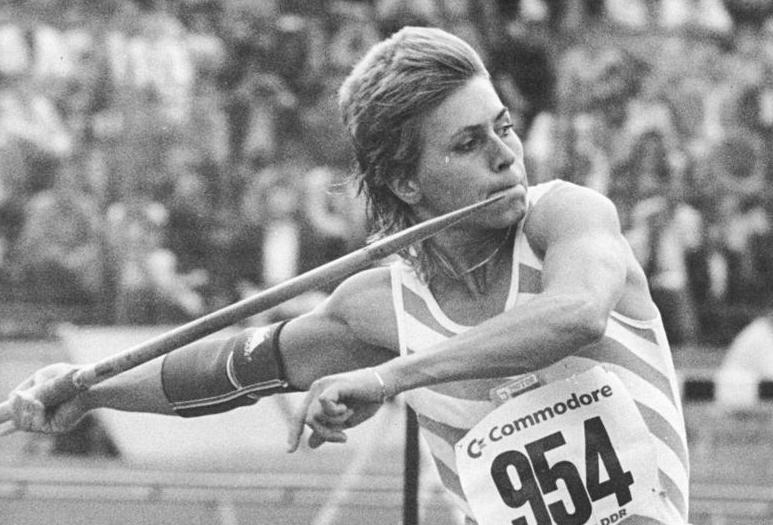
Vizeweltmeisterin wie schon 1987: Weltrekordinhaberin Petra Meier, frühere Petra Felke, 1988 war sie Olympiasiegerin, darüber hinaus zweifache EM-Medaillengewinnerin

1. September 1991, 16:00 Uhr
Hinweis: Das Zeichen x zeigt einen ungültigen Versuch an.
| Platz | Name                  | Nation              | Resultat (m) | 1. Versuch (m)                                  | 2. Versuch (m)                                  | 3. Versuch (m)                                  | 4. Versuch (m)                              | 5. Versuch (m)                              | 6. Versuch (m)                              |
| 1     | Xu Demei              | Volksrepublik China | 68,78        | 68,78                                           | 62,98                                           | x                                               | 61,88                                       | x                                           | 59,12                                       |
| 2     | Petra Meier           | Deutschland         | 68,68        | 67.10                                           | 68,68                                           | 63,38                                           | 65,20                                       | 64,50                                       | x                                           |
| 3     | Silke Renk            | Deutschland         | 66,80        | 63,02                                           | 62,64                                           | 65,64                                           | 65,82                                       | 66,80                                       | 65,26                                       |
| 4     | Natalja Tschernijenko | Sowjetunion         | 65,22        | x                                               | 63,12                                           | 65,22                                           | x                                           | x                                           | x                                           |
| 5     | Trine Hattestad       | Norwegen            | 63,36        | x                                               | 63,36                                           | x                                               | 62,50                                       | 60,90                                       | 62,92                                       |
| 6     | Louise McPaul         | Australien          | 63,34        | 63,34                                           | 60,54                                           | 63,08                                           | x                                           | 61,10                                       | x                                           |
| 7     | Dulce García          | Kuba                | 62,68        | x                                               | 57,54                                           | 62,68                                           | x                                           | x                                           | x                                           |
| 8     | Päivi Alafrantti      | Finnland            | 62,26        | x                                               | 62,22                                           | 62,26                                           | x                                           | x                                           | x                                           |
| 9     | Heli Rantanen         | Finnland            | 60,96        | Einzelversuche in den Quellen nicht aufgelistet | Einzelversuche in den Quellen nicht aufgelistet | Einzelversuche in den Quellen nicht aufgelistet | nicht im Finale der besten acht Werferinnen | nicht im Finale der besten acht Werferinnen | nicht im Finale der besten acht Werferinnen |
| 10    | Anna Verouli          | Griechenland        | 59,12        | Einzelversuche in den Quellen nicht aufgelistet | Einzelversuche in den Quellen nicht aufgelistet | Einzelversuche in den Quellen nicht aufgelistet | nicht im Finale der besten acht Werferinnen | nicht im Finale der besten acht Werferinnen | nicht im Finale der besten acht Werferinnen |
| 11    | Natallja Schykalenka  | Sowjetunion         | 58,82        | Einzelversuche in den Quellen nicht aufgelistet | Einzelversuche in den Quellen nicht aufgelistet | Einzelversuche in den Quellen nicht aufgelistet | nicht im Finale der besten acht Werferinnen | nicht im Finale der besten acht Werferinnen | nicht im Finale der besten acht Werferinnen |
| 12    | Karen Forkel          | Deutschland         | 57,90        | Einzelversuche in den Quellen nicht aufgelistet | Einzelversuche in den Quellen nicht aufgelistet | Einzelversuche in den Quellen nicht aufgelistet | nicht im Finale der besten acht Werferinnen | nicht im Finale der besten acht Werferinnen | nicht im Finale der besten acht Werferinnen |